# 恩斯特·韦斯特隆德
恩斯特·韦斯特隆德（瑞典語：Ernst Westerlund，1893年3月18日—1961年10月13日），芬兰男子帆船运动员。他曾代表芬兰参加1948年和1952年夏季奥林匹克运动会帆船比赛，其中1952年奥运会获得一枚铜牌。